# Paul Du Chaillu
Paul Belloni Du Chaillu, född 31 juli 1835, död 29 april 1903, var en fransk-amerikansk upptäcktsresande, zoolog och antropolog. Han gjorde sig känd på 1860-talet som den första moderna västerlänning att bekräfta förekomsten av gorillor och senare även pygméfolk i Centralafrika. Senare studerade han även den skandinaviska förhistorien. 

## Biografi

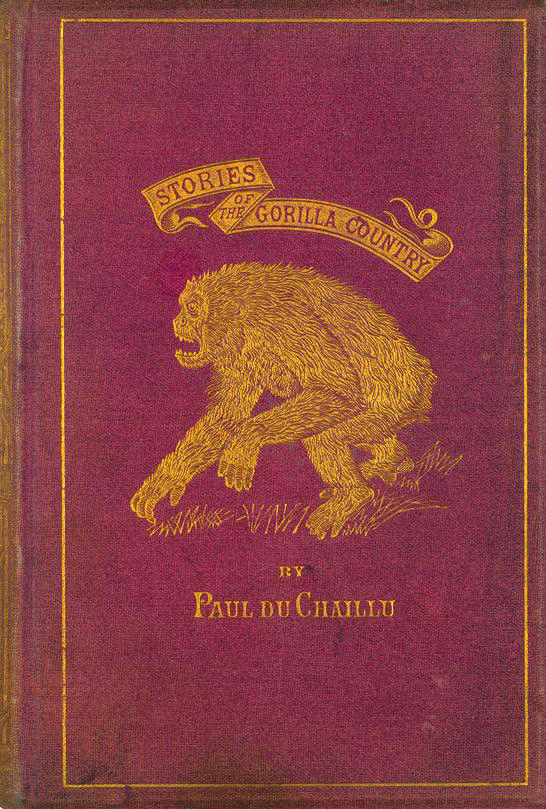
Stories of the Gorilla Country, Narrated for Young People, 1868.

Du Chaillu föddes i Frankrike, och reste redan 1851 till Afrikas västkust tillsammans med sin far som var köpman. Från 1855 bosatte han sig i USA, och utforskade Ogooués delta och Gabonöknen, på uppdrag av naturvetenskapsakademin i Philadelphia, och medförde därifrån den första gorillan till Europa. I sin resebeskrivning Explorations and adventures in equatorial Africa, som först kom ut 1861 och i svensk översättning hette Forskningsresor och äfventyr i mellersta Afrika (1875), berättade Du Chaillu åtskilligt om människoaporna. En andra resa i Afrika genomförde han 1863-1865 då han  träffade på pygméfolk, vilket skildrades i A journey to Ashango-land and further penetration into equatorial Africa (1867), Stories of the gorilla country (1868, svensk översättning Historier från gorillalandet samma år), The country of the dwarfs (1872, Dvergarnes land 1874) med flera. Du Chaillu företog 1871-1878 också resor i Skandinavien och Finland, i synnerhet de nordligare delarna, som skildrades i The land of the midnight sun (2 band, 1881, svensk översättning Midnattssolens land, 2 band 1881-1883) och The land of the long night (1900). Hans intresse för nordisk arkeologi märktes i The viking age (1891).